# Jan II van Alençon (-1191)
Jan II van Alençon (overleden op 6 mei 1191) was in 1191 enkele maanden graaf van Alençon. Hij behoorde tot het huis Montgommery-Bellême.

## Levensloop
Jan II was de oudste zoon van graaf Jan I van Alençon uit diens huwelijk met Beatrix, dochter van graaf Eli II van Maine.
In februari 1191 volgde hij zijn overleden vader op als graaf van Alençon. Jan II bleef dit drie maanden, aangezien hij reeds in mei 1191 overleed. Daar hij ongehuwd en kinderloos gebleven was, werd hij opgevolgd door zijn broer Robert I.
Jan II van Alençon werd bijgezet in de Abdij van Perseigne.